# Andrzej Włodarczyk
Andrzej Witold Włodarczyk (ur. 13 listopada 1952 w Warszawie, zm. 29 lipca 2018) – polski lekarz, chirurg, urzędnik państwowy, w latach 2007–2008 i 2011–2012 podsekretarz stanu w Ministerstwie Zdrowia.

## Życiorys
W 1979 ukończył studia na Wydziale Lekarskim Akademii Medycznej w Warszawie. W 1988 na podstawie rozprawy Porównanie wyników doraźnych i wczesnych po udrożnieniu i wszczepieniu protezy w odcinku aortalno-biodrowym został doktorem nauk medycznych na tej samej uczelni. Uzyskiwał specjalizacje z chirurgii ogólnej – I stopnia w 1982 i II stopnia w 1988. Ukończył także podyplomowe studium ekonomiki zdrowia na Uniwersytecie Warszawskim.
Od 1976 był zatrudniony w warszawskim pogotowiu ratunkowym. Pracował także jako chirurg w Szpitalu Śródmiejskim w Warszawie oraz w Mazowieckim Szpitalu Bródnowskim. Był także pracownikiem dydaktycznym w Klinice Chirurgii Ogólnej i Przewodu Pokarmowego Centrum Medycznego Kształcenia Podyplomowego. Przez kilkanaście lat pełnił funkcję konsultanta chirurgicznego w Szpitalu Ginekologiczno-Położniczym „Inflancka” w Warszawie. Został członkiem licznych organizacji branżowych (m.in. Towarzystwa Chirurgów Polskich i Towarzystwa Lekarskiego Warszawskiego). Związany także z samorządem lekarskim, przez trzy kadencje kierował Okręgową Radą Lekarską w Warszawie, był też wiceprezesem Naczelnej Rady Lekarskiej.
11 grudnia 2007 został podsekretarzem stanu w Ministerstwie Zdrowia, zrezygnował z tej funkcji 8 maja 2008, motywując to względami zdrowotnymi. W 2010 powrócił do resortu jako doradca minister Ewy Kopacz. W tym samym roku był wicedyrektorem ds. lecznictwa w Wojewódzkim Szpitalu Bródnowskim, następnie został kierownikiem i później (w grudniu 2010) dyrektorem stołecznego Instytutu Reumatologii. 26 stycznia 2011 po raz drugi objął stanowisko wiceministra zdrowia w randze podsekretarza stanu. 10 lutego 2012 został odwołany z tego stanowiska, a 29 listopada tego samego roku z funkcji dyrektora warszawskiego Instytutu Reumatologii. Pod koniec kwietnia 2013 przystąpił do Ruchu Palikota. Objął także funkcję koordynatora Europy Plus w województwie mazowieckim. W październiku 2013, po przekształceniu Ruchu Palikota, został działaczem nowej partii Twój Ruch.
W 2007 odznaczony Krzyżem Oficerskim Orderu Odrodzenia Polski.
Został pochowany 6 sierpnia 2018 na cmentarzu Powązkowskim w Warszawie.